# Phaneta
Phaneta is een geslacht van vlinders uit de onderfamilie Olethreutinae van de familie bladrollers (Tortricidae). De wetenschappelijke naam van het geslacht is voor het eerst geldig gepubliceerd in 1852 door James Francis Stephens.
De typesoort is: Cochylis pauperana Duponchel, 1842

## Synoniemen
- Calosetia Stainton, 1859
- Astenodes Kuznetzov, 1966
  - Typesoort: Astenodes bimaculata Kuznetzov, 1966
- Ioplocama Clemens, 1860
  - Typesoort: Ioplocama formosana Clemens, 1860

## Soorten
- P. alatana (McDunnough, 1938)
- P. albertana (McDunnough, 1925)
- P. altana (McDunnough, 1927)
- P. ambodaidaleia Miller, 1983
- P. amphorana (Walsingham, 1879)
- P. annetteana (Kearfott, 1907)
- P. apacheana (Walsingham, 1884)
- P. arenana Wright, 2010
- P. argenticostana (Walsingham, 1879)
- P. argutipunctana Blanchard & Knudson, 1983
- P. artemisiana (Walsingham, 1879)
- P. autochthones (Walsingham, 1897)
- P. autumnana (McDunnough, 1942)
- P. awemeana (Kearfott, 1907)
- P. babiata Wright, 2010
- P. baloghi Wright, 2010
- P. benjamini (Heinrich, 1923)
- P. bucephaloides (Walsingham, 1891)
- P. camdenana (McDunnough, 1925)
- P. castrensis (McDunnough, 1929)
- P. cinereolineana (Heinrich, 1923)
- P. citricolorana (McDunnough, 1942)
- P. clarkei Blanchard & Knudson, 1983
- P. clavana (Fernald, 1882)
- P. clementeana Wright, 2010
- P. columbiana (Walsingham, 1879)
- P. complicana (McDunnough, 1925)
- P. convergana (McDunnough, 1925)
- P. corculana (Zeller, 1874)
- P. crassana (McDunnough, 1938)
- P. cruentana Blanchard & Knudson, 1982
- P. decempunctana (Walsingham, 1879)
- P. delphinoides (Heinrich, 1923)
- P. delphinus (Heinrich, 1923)
- P. dorsiatomana (Kearfott, 1905)
- P. elongana (Walsingham, 1879)
- P. essexana (Kearfott, 1907)
- P. fasciculatana (McDunnough, 1938)
- P. ferruginana (Fernald, 1882)
- P. fertoriana (Heinrich, 1923)
- P. festivana (Heinrich, 1923)
- P. formosana (Clemens, 1860)
- P. goblinana Wright, 2010
- P. grannulatana (Kearfott, 1908)
- P. grindeleana (Busck, 1906)
- P. hodgesi Wright & Gilligan, 2010
- P. implicata (Heinrich, 1931)
- P. indagatricana (Heinrich, 1923)
- P. indeterminana (McDunnough, 1925)
- P. infimbriana (Dyar, 1904)
- P. influana (Heinrich, 1923)
- P. insignata (Heinrich, 1925)
- P. kiscana (Kearfott, 1907)
- P. kokana (Kearfott, 1907)
- P. labiata Wright, 2010

- P. lapidana (Walsingham, 1879)
- P. latens (Heinrich, 1929)
- P. linitipunctana Blanchard & Knudson, 1983
- P. marmontana (Kearfott, 1907)
- P. migratana (Heinrich, 1923)
- P. minimana (Walsingham, 1879)
- P. misturana (Heinrich, 1923)
- P. modernana (McDunnough, 1925)
- P. modicellana (Heinrich, 1923)
- P. montanana (Walsingham, 1884)
- P. mormonensis (Heinrich, 1923)
- P. musetta Blanchard & Knudson, 1983
- P. nepotinana (Heinrich, 1923)
- P. octopunctana (Walsingham, 1895)
- P. ochrocephala (Walsingham, 1895)
- P. ochroterminana (Kearfott, 1907)
- P. offectalis (Hulst, 1886)
- P. olivaceana (Riley, 1881)
- P. oregonensis (Heinrich, 1923)
- P. ornatula (Heinrich, 1924)
- P. pallidarcis (Heinrich, 1923)
- P. pallidicostana (Walsingham, 1879)
- P. parmatana (Clemens, 1860)
- P. parvana (Walsingham, 1879)
- P. parvula Wright, 2010
- P. pastigiata (Heinrich, 1929)
- P. pauperana (Duponchel, 1843)
- P. perangustana (Walsingham, 1879)
- P. radiatana (Walsingham, 1879)
- P. raracana (Kearfott, 1907)
- P. refusana (Walker, 1863)
- P. rupestrana (McDunnough, 1925)
- P. salmicolorana (Heinrich, 1923)
- P. scalana (Walsingham, 1879)
- P. scotiana (McDunnough, 1958)
- P. segregata (Heinrich, 1924)
- P. setonana (McDunnough, 1927)
- P. southamptonensis (Heinrich, 1935)
- P. spectana (McDunnough, 1938)
- P. spiculana (Zeller, 1875)
- P. stramineana (Walsingham, 1879)
- P. striatana (Clemens, 1860)
- P. sublapidana (Walsingham, 1879)
- P. subminimana (Heinrich, 1923)
- P. tarandana (Möschler, 1874)
- P. tenuiana (Walsingham, 1879)
- P. tomonana (Kearfott, 1907)
- P. transversa (Walsingham, 1895)
- P. umbrastriana (Kearfott, 1907)
- P. umbraticana (Heinrich, 1923)
- P. verna Miller, 1971
- P. vernalana (McDunnough, 1942)
- P. verniochreana (Heinrich, 1923)
- P. viridis Wright & Gilligan, 2010
- P. vogelana Wright, 2010
- P. youngi (McDunnough, 1925)